# Chiesa di San Giovanni Battista a Sandetole
La chiesa di San Giovanni Battista a Sandetole si trova nel comune di Dicomano.

## Storia e descrizione
La chiesa è ricordata come pieve già dalla fine del X secolo e dedicata a San Ditale (dalla reliquia del dito di San Giovanni Battista), nome da cui si è originato il toponimo Sandetole. Ampliata e ristrutturata all'inizio dell'XI secolo, fu consacrata nel 1028 dal Vescovo di Fiesole. Appartenne poi ai Conti Guidi che all'inizio del XII secolo all'Eremo di Camaldoli.  
All'inizio del Settecento la Pieve si trovava ormai in pessime condizioni. Nello stesso tempo si sentiva l'esigenza, negli ambienti ecclesiastici, di fondare in questa zona un nuovo convento. A questo scopo si chiese e si ottenne dal pievano Antonio Marsini la cessione della pieve ai fini dell'edificazione del nuovo convento. Ottenuto per essa il permesso del vescovo di Fiesole Orazio Panciatichi e del Granduca Cosimo III, dal settembre del 1713 la pieve fu affidata ai Padri Minori Francescani che la riedificarono ex novo, provvedendo a costruire anche il convento, completando il tutto nel 1724. 
Il prospetto settecentesco non si presenta movimentato in senso barocco, ma piuttosto semplice, contraddistinto da ampie superfici intonacate suddivise orizzontalmente in due ordini da un marcapiano sporgente e verticalmente da lesene poco rilevate. Il risultato è quello di una facciata di gusto più cinquecentesco che settecentesco. 

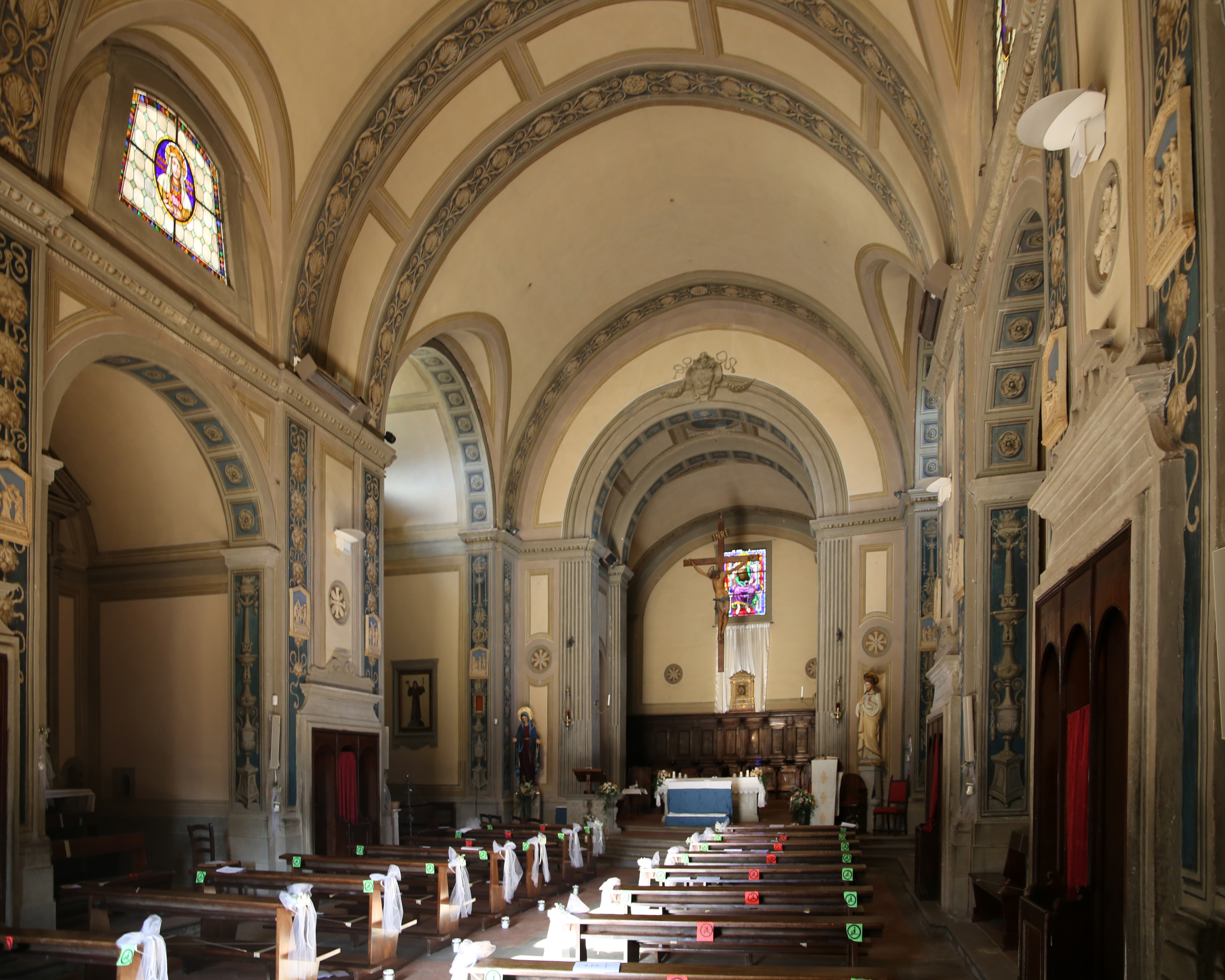
Interno

L'interno, a navata unica con pianta a croce latina e cappelle laterali con altari del XVIII secolo, è decorato da affreschi neoclassici e da tele. Al primo altare destro è la tela con il Martirio di san Biagio che, seppur firmata da Orazio Fidani (1630-50 circa), si presenta in forme stilistiche settecentesche dato che fu ritoccata una prima volta nel 1709 e una seconda volta, a cui risale l'aspetto attuale, nel 1756 da Pietro Marchesini.  Nella seconda cappella è invece un Transito di san Giuseppe di Michele Pacini (1732). nella navata sinistra, nella seconda cappella si trova l'Apparizione di Gesù Bambino a sant'Antonio da Padova di Mauro Soderini (1738-40), figlio di Francesco e suo allievo, e più tardi allievo di Benedetto Luti. All'altare destro del transetto è un San Francesco con san Luigi di Francia e santa Elisabetta d'Ungheria di un autore anonimo di scuola fiorentina, databile al 1730, mentre a quello sinistro è l'Immacolata Concezione di Ranieri del Pace (1730). All'altare maggiore è visibile un interessante ed espressivo Crocifisso in cartapesta, databile al XVII secolo. In fondo al presbiterio è un pregevole tabernacolo settecentesco che in passata custodiva una venerata immagine mariana poi trafugata. Il coro ligneo è forse degli inizi del Settecento, mentre probabilmente più tardo, della seconda metà dello stesso secolo, è l'arredamento della sagrestia. La chiesa costituisce dunque una valida ed interessante testimonianza del gusto tardobarocco diffusosi al tempo degli ultimi Medici. 
Ugualmente settecentesco è il grande edificio conventuale che affianca la chiesa. Nel refettorio è presente un'Ultima Cena di Ferdinando Folchi.